# Arvo Askola
Arvo Askola (Valkeala, 2 dicembre 1909 – Kuusankoski, 23 novembre 1975) è stato un mezzofondista finlandese.
Nel 1934 fu medaglia d'argento ai campionati europei di atletica leggera di Torino nei 10 000 metri piani. Nel 1936 prese parte ai Giochi olimpici di Berlino, dove conquistò la medaglia d'argento sulla medesima distanza.

## Palmarès
| Anno | Manifestazione  | Sede    | Evento             | Risultato | Prestazione | Note                          |
| ---- | --------------- | ------- | ------------------ | --------- | ----------- | ----------------------------- |
| 1934 | Europei         | Torino  | 10 000 metri piani | Argento   | 31'03"2     |                               |
| 1936 | Giochi olimpici | Berlino | 10 000 metri piani | Argento   | 30'15"6     | Miglior prestazione personale |